# Massacre de São Bonifácio

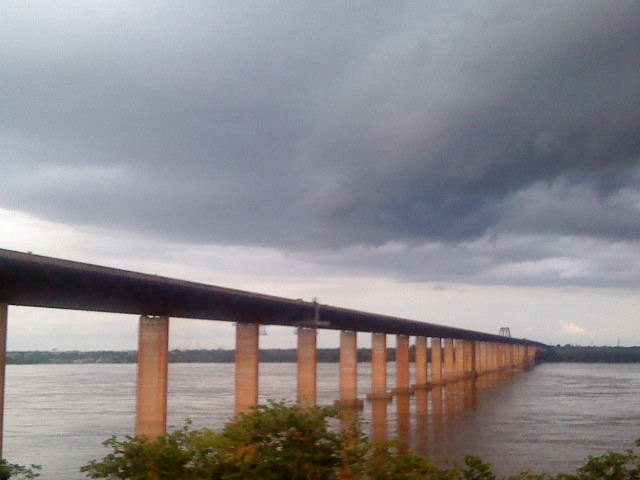
Imagem da Ponte Mista de Marabá, que foi bloqueada no dia do Massacre.

O Massacre de São Bonifácio ou Massacre da Ponte foi um assassinato em massa (ou massacre), ocorrido em 29 de dezembro de 1987, na cidade de Marabá, de garimpeiros de Serra Pelada pela Polícia Militar do Pará com o auxílio do Exército Brasileiro. A manifestação que gerou o conflito bloqueou o acesso à Ponte Mista de Marabá e pedia a reabertura do garimpo de Serra Pelada.
O conflito tem características muito semelhantes aos do massacre dos sem-terra em Eldorado do Carajás, em 1996. Contudo este ocorreu quase dez anos antes, na ponte sobre o Rio Tocantins, no caminho das locomotivas que transportam minério de Carajás para Itaqui, no Maranhão.
Este massacre é nomeado desta forma devido ao fato de que ele ocorreu num dos dias litúrgicos de Papa São Bonifácio I. A maioria dos garimpeiros era devoto católico, e naquele dia clamava pela unidade de luta dos trabalhadores, mimetizando o Papa São Bonifácio I, que clamou pela unidade da igreja. Alguns fontes se referem ao caso como o "Massacre da Ponte" ou "Chacina da Ponte".

## Antecedentes
A provável causa do surgimento de tal conflito foi a desativação da Serra Pelada, aliada a insatisfação dos garimpeiros pelas más condições de trabalho no garimpo. A manifestação, portanto — em primeiro momento pacífica — era uma forma de chamar a atenção das autoridades nacionais para a questão do garimpo.
De fato, entretanto, a revolta começou no ano anterior, quando o garimpeiro João Edson Borges foi espancado e morto por um policial. Em reação, um policial foi morto e a Polícia Militar acabou expulsa de Serra Pelada. Dali em diante, os garimpeiros receberam ameaças de vingança.

## Protestos
Os garimpeiros se organizaram em dezembro de 1987 e foram para Marabá para solucionar tal impasse. Os garimpeiros haviam deixado Serra Pelada na madrugada do dia anterior. Queriam o rebaixamento da cava do garimpo.
Após percorrerem, de ônibus e caminhões, 130 quilômetros, eles acamparam na cidade, contudo não houve movimento político para resolução ou negociação das reivindicações.
Então, aproximadamente mil garimpeiros se deslocaram até à Ponte Mista de Marabá — trecho da BR-155 a mesma estrada onde ocorreu mais tarde o Massacre de Eldorado do Carajás — e bloquearam o acesso de veículos, pessoas e das locomotivas que circulavam na Estrada de Ferro Carajás (que também atravessa a ponte), a fim de chamar atenção para sua manifestação. A ponte bloqueada é a principal ligação entre os núcleos periféricos e o centro da cidade, além de fazer a ligação rodoviária e ferroviária de Marabá com a costa norte do Brasil. Na serra, sob o comando de Victor Hugo Rosa, permaneceram dez mil "formigas" (garimpeiros) em assembleia, acompanhando colegas e recolhendo comida para os revoltosos.

## Conflito
O então governador Hélio Gueiros deu ordem para que a Polícia Militar desobstruísse a ponte. O grupo da ponte liderado por Jane Resende — primeira líder feminina de um garimpo —, colocou uma carcaça de caminhonete e britas nos trilhos da ponte.
Quinhentos soldados do 4º batalhão da Polícia Militar do Pará encurralaram os garimpeiros e avançaram por uma das cabeceiras da ponte, atirando na multidão, enquanto o Exército (militares da 23.ª Brigada de Infantaria de Selva) fechava o acesso na outra cabeceira. Os policiais atiraram durante 15 minutos com metralhadoras e fuzis. Muitos garimpeiros se jogaram do vão de 76 metros da ponte.

### Mortes
O governo local informou inicialmente que duas pessoas morreram, mas, posteriormente esse número foi retificado para 9. Segundo fontes da época, o número de garimpeiros desaparecidos chegou a 79. Por parte das tropas da Polícia e do Exército não houve registros de baixas.
Um garimpeiro de prenome Francisco, que disse ter visto oito cadáveres, foi morto por espancamento, assassinado a pauladas por um grupo de desconhecidos, no centro de Marabá, um dia depois de dar entrevista à TV Liberal. A morte de Francisco amedrontou outras testemunhas do conflito e silenciou-as por mais de vinte anos.